# Showdown in Little Tokyo
Showdown in Little Tokyo is een actiefilm uit 1991 met in de hoofdrol Dolph Lundgren en Brandon Lee. Het verhaal gaat over twee agenten in Los Angeles, Californië die een Japanse drugsbende proberen op te rollen. Agent Chris Kenner (Dolph Lundgren) wordt echter ook met zijn verleden geconfronteerd.

## Verhaal
Agent Chris Kenner (Dolph Lundgren) is een Amerikaan die is opgevoed in Japan. Voor een nieuwe zaak wordt hij gekoppeld aan agent Johnny Murata (Brandon Lee), een Amerikaan van Japanse afkomst. Kenner heeft duidelijk niets met de Amerikaanse cultuur, terwijl Murata niets heeft met de Japanse cultuur. Eén ding hebben ze echter wel gemeen en dat is hun passie voor de vechtsport, waarin ze beiden expert zijn.
Terwijl Kenner aan het lunchen is in een Japans restaurant komen er leden binnen van de Iron Claw Yakuza die de eigenaresse van het restaurant proberen af te persen. Kenner herkent de leden van een mislukte aanhouding bij een illegale wedstrijd waar Tanaka (Philip Tan), eigenaar van de populaire nachtclub Bonsai Club, bij betrokken is. Het mondt uit in een gevecht tussen Kenner en de leden van de Iron Claw Yakuza. Ondertussen komt Murata aangelopen en denkt juist dat Kenner - aangezien ze elkaar nog niet eerder hebben ontmoet - een overvaller is. Dit leidt tot een gevecht tussen Kenner en Murata waardoor de leden van de Iron Claw Yakuza, op een na, kunnen ontkomen. Op het bureau wordt deze verdachte door Kenner en Murata ondervraagd, maar deze verdachte is niet van plan informatie vrij te geven en zwijgt. Hierop verliest Kenner zijn zelfbeheersing en trekt het shirt van de verdachte kapot. De tatoeages die de verdachte op zijn borst heeft herinneren Kenner aan de gebeurtenis die hij op 9-jarige leeftijd meemaakte, waarbij zijn ouders werden vermoord door de Yakuza. De tatoeage op de borst van de verdachte wijst op betrokkenheid van de Iron Claw Yakuza, maar voordat Kenner en Murata de verdachte verder kunnen ondervragen pleegt deze zelfmoord door zijn eigen nek te breken.
De leider van de Iron Claw Yakuza, Yoshida (Cary-Hiroyuki Tagawa) weet intussen de Bonsai Club in handen te krijgen door de eigenaar, Tanaka, te vermoorden. Tanaka wordt, terwijl hij nog in leven is, in een autovernietiger fijngeperst. Yoshida viert de overname van de Bonsai Club met een feestje waarbij het personeel van de club is uitgenodigd. Op dit feestje is ook Angel (Renee Griffin) aanwezig. Yoshida geeft zijn bendeleden opdracht om Angel bij hem langs te brengen. Eenmaal in het kantoor laat Yoshida aan Angel een opname horen waarin ze Tanaka probeert te waarschuwen voor de Iron Claw Yakuza. Yoshida vertelt Angel vervolgens dat Tanaka met pensioen is en dat hij het heeft overgenomen, maar hij vraagt zich af wat hij met Angel aan moet. Hierop probeert Angel om Yoshida te verleiden, maar Yoshida neemt zelf het heft in handen. Terwijl een camera alles filmt krijgt Angel een dosis methamfetamine, waarna hij haar uitkleedt en tot slot onthoofdt.
De lijkschouwer die sectie doet op het lichaam van Angel vindt een hoge dosis methamfetamine in haar lichaam. Het feit dat Angel bij de Bonsai Club heeft gewerkt en de Yakuza tatoeages leiden Kenner en Murata naar de Bonsai Club om hier verder onderzoek te doen. Hier komen ze in contact met Minako Okeya (Tia Carrere) die goed bevriend was met Angel. Voordat ze haar kunnen ondervragen, worden Kenner en Murata overvallen door de nieuwe bewakers (Iron Claw Yakuza's) van de nachtclub. Zij brengen Kenner en Murata naar Yoshida. Kenner herkent Yoshida als moordenaar van zijn ouders. Ze weten echter uit de nachtclub te ontsnappen, waarna Yoshida Minako verkracht en ontvoert. Kenner en Murata zijn echter niet van plan op te geven en gaan dan ook naar het zwaarbewaakte huis van Yoshida om Minako te redden. Dit lukt ze uiteindelijk, waarna Yoshida de oorlog verklaart. Het lukt de Iron Claw Yakuza om Kenner en Murata gevangen te nemen en te martelen, maar wederom weten ze te ontsnappen. Wat volgt is een rechtstreekse confrontatie tussen Kenner en Yoshida, waarmee Kenner de moord op zijn ouders kan wreken.

## Rolverdeling
| Acteur               | Personage       |
| -------------------- | --------------- |
| Dolph Lundgren       | Chris Kenner    |
| Brandon Lee          | Johnny Murata   |
| Cary-Hiroyuki Tagawa | Funekei Yoshida |
| Tia Carrere          | Minako Okeya    |
| Renee Griffin        | Angel           |
| Philip Tan           | Tanaka          |

## Ontvangst
De film ontving bij aanvang veel negatieve reacties en werd in vrij weinig bioscopen gedraaid. Na de dood van Brandon Lee werden films waarin hij meespeelde - waaronder Showdown in Little Tokyo - populairder waardoor de verkoop van de films op video en dvd toenam.